# Лідаговський Андрій Олександрович
Андрі́й Олекса́ндрович Лідаго́вський (нар. 12 лютого 1992, Київ, Україна) — український кіноактор. Українським глядачам відомий за роллю Вадима в трагікомедії Антоніо Лукіча — «Мої думки тихі».

## Життєпис
Народився 1992 року в Києві. Навчався в Києво-Печерському ліцеї № 171 «Лідер» та Кловському ліцеї № 77.
У 2015 році разом із Маріє Хомутовою зіграв у короткометражному фільмі (27 хв) свого студентського друга Антоніо Лукіча «У Манчестері йшов дощ». А вже 4 липня 2019-го на Міжнародному кінофестивалі у Карлових Варах на великі екрани вийшов перший повнометражний дебют Андрія — фільм «Мої думки тихі», де він зіграв головну роль.

## Фільмографія

### Актор
| Рік  |    | Назва                 | Роль                     |
| ---- | -- | --------------------- | ------------------------ |
| 2015 | кф | У Манчестері йшов дощ | Андрій                   |
| 2019 | ф  | Мої думки тихі        | Вадим Ротт, звукорежисер |
| 2022 | ф  | Мої думки тихі 2      | Вадим Ротт, звукорежисер |

### Інше
| Рік  |   | Назва                  | Роль        |
| ---- | - | ---------------------- | ----------- |
| 2022 | ф | Люксембург, Люксембург | артдиректор |

## Нагороди та номінації
| Список нагород та номінацій | Список нагород та номінацій | Список нагород та номінацій     | Список нагород та номінацій | Список нагород та номінацій | Список нагород та номінацій |
| Нагороди                    | Рік                         | Категорія                       | Номінована робота           | Результат                   | Джерело                     |
| --------------------------- | --------------------------- | ------------------------------- | --------------------------- | --------------------------- | --------------------------- |
| Кіноколо                    | 2019                        | Найкращий актор у головній ролі | Мої думки тихі              | Номінація                   | [ 4 ] [ 5 ]                 |
| Золота дзиґа                | 2020                        | Найкраща чоловіча роль          | Мої думки тихі              | Номінація                   | [ 6 ] [ 7 ]                 |